# Friedrich Paul Selbmann
Friedrich Paul Selbmann (* 1. Dezember 1878 in Hohenstein; † 6. Mai 1954 in Aue) war ein Verleger und Politiker der DDP und LDPD. Von 1946 bis 1950 war er Abgeordneter für die LPD im Sächsischen Landtag.

## Leben
Zunächst besuchte Friedrich Paul Selbmann die Bürgerschule in Hohenstein, bevor er ab 1891 die Beamtenschule Geyer und die Handelsschule Hohenstein absolvierte. Zudem nahm er an der Königlich Sächsischen Technischen Hochschule in Dresden Volkswirtschaftskurse war. Zwischen 1894 und 1898 war er als Stadtratsangestellter in Hohenstein beschäftigt. Nach seinem Wehrdienst arbeitete Friedrich Paul Selbmann bei mehreren Unternehmen des Baugewerbes.
Nach seiner Übersiedlung nach Aue 1904, engagierte sich Selbmann zunächst bei der linksliberalen Freisinnigen Vereinigung, näherte sich aber bis 1918 dem nationalliberalen Lager an. Mithilfe des Landtagsabgeordneten Alwin Bauer gründete Selbmann 1906 die liberale Tageszeitung Auer Tageblatt – Anzeiger für das Erzgebirge, bei der er bis zu dessen Verbot 1937 Schriftleiter war, das sich zu einem erfolgreichen Konkurrent für den Erzgebirgischen Volksfreund entwickelte. 1908 gründete Friedrich Paul Selbmann den Auer Druck und Verlag, in der unter anderem das Auer Tageblatt gedruckt wurde. 1918 gehörte Selbmann zu den Gründungsmitgliedern der DDP in Aue, deren Ortsgruppe er bis 1933 leitete.
Obwohl Selbmann nach dem Zweiten Weltkrieg Treuhänder beim Erzgebirgischen Volksfreund war, wollte er aber dessen Leitung nach der Umwandlung in einen VEB nicht übernehmen. 1945 gehörte Selbmann zu den Mitbegründern der LDP, für die von 1946 bis 1950 im neugewählten Sächsischen Landtag saß. Während dieser Zeit beteiligte er sich am Haushaltsausschuss, der Wirtschaftskommission sowie Ausschuss für Neuaufbau und Bauwesen. Ebenso gehörte Friedrich Paul Selbmann zu den Delegierten der LPD des Deutschen Volkskongresses in Berlin. Bei der Landtagswahl 1950 verzichtete Selbmann auf die Kandidatur. Vier Jahre später verstarb er in Aue.